# Rhamphomyia tristis
Rhamphomyia tristis är en tvåvingeart som beskrevs av Walker 1857. Rhamphomyia tristis ingår i släktet Rhamphomyia och familjen dansflugor. Inga underarter finns listade i Catalogue of Life.